# Piotr Andrzejewski
Piotr Łukasz Andrzejewski (ur. 2 stycznia 1942 w Warszawie) – polski polityk, adwokat, działacz opozycji demokratycznej w PRL, senator I, II, III, IV, VI i VII kadencji, członek Trybunału Stanu (2011–2019), zastępca przewodniczącego TS (od 2019).

## Życiorys

### Wykształcenie
W 1964 ukończył studia prawnicze na Wydziale Prawa Uniwersytetu Warszawskiego. Uzyskał też na UW absolutorium z historii sztuki. Odbył aplikację sądową i adwokacką, w 1971 rozpoczął praktykę adwokacką.

### Działalność opozycyjna w PRL
Współpracował z opozycją demokratyczną. W 1980 został pierwszym konsultantem prawnym Międzyzakładowego Komitetu Strajkowego z siedzibą w Hucie Katowice, był też jako pełnomocnik MKS autorem pierwszego wniosku o rejestrację NSZZ „Solidarność” w Sądzie Wojewódzkim w Warszawie.
W czasie stanu wojennego pełnił funkcję obrońcy w licznych procesach politycznych działaczy NSZZ „Solidarność” (m.in. w pierwszym procesie stanu wojennego pracowników Instytutu Badań Jądrowych z Żerania). Za prowadzoną działalność wytoczono mu osiem spraw dyscyplinarnych, uzasadniając to „naruszeniem wolności słowa”. W wyniku jednej z nich został pozbawiony prawa wykonywania zawodu przez okres roku. Od 1983 był członkiem Komitetu Helsińskiego, następnie członkiem założycielem Helsińskiej Fundacji Praw Człowieka. Inicjował powtórną rejestrację zakładowych komitetów założycielskich NSZZ „Solidarność”, łącznie reprezentował w sądach około 40 takich komitetów.

### Działalność po 1989
W trakcie wyborów parlamentarnych w 1989 zasiadał w Państwowej Komisji Wyborczej jako przedstawiciel Komitetu Obywatelskiego. Na jesieni tego samego roku po raz pierwszy został senatorem, kandydując z rekomendacji KO w województwie piotrkowskim w wyborach uzupełniających po śmierci Grzegorza Białkowskiego. W Senacie I kadencji zasiadał w Komisjach Praw Człowieka i Praworządności, Samorządu Terytorialnego, Inicjatyw i Prac Ustawodawczych, Spraw Emigracji i Polaków za Granicą oraz Nadzwyczajnej do spraw górnictwa.
W 1991 został z ramienia Wyborczej Akcji Katolickiej senatorem II kadencji. Od 15 grudnia 1991 do 6 września 1992 pełnił funkcję dyrektora generalnego i likwidatora Państwowej Jednostki Organizacyjnej Radio i Telewizja. Zasiadał w Komisji Regulaminowej i Spraw Senatorskich jako jej wiceprzewodniczący oraz w Komisjach Inicjatyw i Prac Ustawodawczych, Nadzwyczajnej do spraw górnictwa, Nadzwyczajnej do spraw integracji europejskiej.
Do Senatu III kadencji dostał się z komitetu NSZZ „Solidarność”. Przewodniczył Komisji Nadzwyczajnej do spraw inicjatywy ustawodawczej w sprawie zmiany przepisów o obywatelstwie polskim, był też wiceprzewodniczącym Komisji Inicjatyw i Prac Ustawodawczych. W 1997 z listy Akcji Wyborczej Solidarność objął mandat senatora IV kadencji, w której kierował Komisją Ustawodawczą i zasiadał w Komisji Kultury i Środków Przekazu. W 2001 bezskutecznie ubiegał się o reelekcję z ramienia komitetu Klub Służby Niepodległości – Senat 2001 Okręgu Wyborczego Nr 10.
Po czterech latach przerwy w wyborach parlamentarnych w 2005 został wybrany na senatora VI kadencji jako bezpartyjny kandydat z ramienia Prawa i Sprawiedliwości w okręgu podwarszawskim. Przewodniczył Komisji Regulaminowej, Etyki i Spraw Senatorskich, zasiadał w Komisji Ustawodawczej. W wyborach parlamentarnych w 2007 po raz szósty uzyskał mandat senatorski, otrzymując 156 498 głosów. W Senacie VII kadencji objął funkcję przewodniczącego Komisji Kultury i Środków Przekazu oraz członka Komisji Regulaminowej, Etyki i Spraw Senatorskich. W 2007 został przewodniczącym komitetu organizacyjnego Roku Generała Władysława Andersa.
W wyborach parlamentarnych w 2011 został ponownie kandydatem do Senatu z ramienia PiS w okręgu podwarszawskim. Nie uzyskał reelekcji, przegrywając z Anną Aksamit. 17 listopada 2011 Sejm VII kadencji wybrał go na członka Trybunału Stanu. W 2012 powołany do zarządu Światowej Rady Badań nad Polonią. W wyborach w 2015 ponownie był kandydatem PiS do Senatu. 18 listopada 2015 został z rekomendacji PiS członkiem Trybunału Stanu na następną kadencję. 21 listopada 2019 Sejm IX kadencji powołał go na zastępcę przewodniczącego Trybunału Stanu. 21 listopada 2023 na tożsame stanowisko wybrał go Sejm X kadencji. Wszedł w skład komitetu wspierającego kandydaturę Karola Nawrockiego na prezydenta RP w wyborach w 2025.

## Odznaczenia i wyróżnienia
Odznaczony Krzyżem Kawalerskim (2004), Krzyżem Oficerskim (2011) i Krzyżem Wielkim (2020) Orderu Odrodzenia Polski, Medalem „Pro Memoria” (2008) oraz litewskim Medalem Pamiątkowym 13 Stycznia (1996). W 1988 otrzymał nagrodę duńskiej Fundacji Paula Lauritzena za działalność w obronie praw człowieka.
W 2016 i 2021 powoływany w skład Kapituły Orderu Odrodzenia Polski na kolejne kadencje.